# Soul Blues
Soul Blues — студійний альбом американського блюзового музиканта Лайтніна Гопкінса, випущений у 1965 році лейблом Prestige.

## Опис
Лайтнін Гопкінс записав альбом цей у 1964 році на джазовому лейблі Prestige у відомій студії Руді Ван Гелдера. У першій пісні альбому «I'm Going to Build Me a Heaven of My Own» описується зустріч з бородатим чоловіком, що видає з себе Ісуса Христа. Гопкінс по-своєму інтерпретує «My Babe» Віллі Діксона і «Too Many Drivers» Смокі Хогга, що виділяються серед інших пісень. Йому акомпанують джазові музиканти контрабасист Леонард Гаскін і ударник Гербі Ловелл.
Також упродовж цих сесій (4 і 5 травня 1964) був записаний матеріал, який вийшов раніше ще у 1964 році в альбомі Down Home Blues на дочірньому лейблі Prestige Bluesville (BVLP 1086).

## Список композицій
1. «I'm Going to Build Me a Heaven of My Own» (Лайтнін Гопкінс) — 5:40
2. «My Babe» (Віллі Діксон) — 3:20
3. «Too Many Drivers» (Лайтнін Гопкінс) — 3:30
4. «I'm a Crawling Black Snake» (Лайтнін Гопкінс) — 4:50
5. «Rocky Mountain Blues» (Лайтнін Гопкінс) — 3:50
6. «I Mean Goodbye» (Лайтнін Гопкінс) — 3:00
7. «The Howling Wolf» (Лайтнін Гопкінс) — 3:50
8. «Black Ghost Blues» (Лайтнін Гопкінс) — 3:30
9. «Darling, Do You Remember Me?» (Лайтнін Гопкінс) — 3:40
10. «Lonesome Graveyard» (Лайтнін Гопкінс) — 5:30

## Учасники запису
- Лайтнін Гопкінс — гітара, вокал
- Леонард Гаскін — контрабас (1—3, 5—8, 10)
- Гербі Ловелл — ударні (1—3, 5—8, 10)

Технічний персонал
- Оззі Кадена — продюсер
- Руді Ван Гелдер — інженер
- Дон Шліттен — дизайн (обкладинка)
- Ден Сінклер — малюнок
- Кріс Альбертсон — текст (вересень 1965)